# 翁貢區
翁貢區（西班牙語：Distrito de Ongón），是秘魯的一個區，位於該國西北部拉利伯塔德大區的帕塔斯省，始建於1876年11月25日，面積1,394.89平方公里，海拔高度1,100米，2005年人口1,574，人口密度每平方公里1.1人。